# Saison 2010 des Orioles de Baltimore
La saison 2010 des Orioles de Baltimore est la 110e saison en ligue majeure pour cette franchise. Avec 66 victoires pour 96 défaites, les Orioles terminent cinquièmes et derniers de la division Est de la Ligue américaine. Trois managers se relaient lors de cette saison : Dave Trembley (15-39), Juan Samuel (17-34) et Buck Showalter (34-23).

## Intersaison

### Arrivées
- Kevin Millwood, acquis le 9 décembre 2009 des Rangers du Texas[1].
- Le releveur Mike Gonzalez (ex-Braves d'Atlanta) rejoint les Orioles le 16 décembre 2009 en s'engageant pour deux saisons pour un montant oscillant entre 12 et 16 millions de dollars selon les sources[2]. Il devrait jouer comme stoppeur.
- Devenu agent libre après la saison 2009, le joueur de troisième but Garrett Atkins (ex-Rockies du Colorado) s'engage pour une saison avec les Orioles le 17 décembre 2009[3].
- Le lanceur Will Ohman, en provenance des Dodgers de Los Angeles, signe un contrat des ligues mineures[4].

### Départs
- Chris Ray, est échangé le 9 décembre 2009 aux Rangers du Texas[1].
- Le troisième but Melvin Mora signe comme agent libre avec les Rockies du Colorado[5].
- Le premier but et frappeur désigné Aubrey Huff rejoint les Giants de San Francisco le 13 janvier[6].

### Prolongations de contrats
- Le lanceur Mark Hendrickson obtient un nouveau contrat d'un an[4].

### Grapefruit League
32 rencontres de préparation sont programmées du 3 mars au 3 avril à l'occasion de cet entraînement de printemps 2010 des Orioles.
Avec 12 victoires et 17 défaites, les Orioles terminent 13e de la Grapefruit League et enregistrent la 11e performance des clubs de la Ligue américaine.

## Saison régulière

### Classement
| Ligue américaine (Division Est) | V  | D  | %    | GB |
| ------------------------------- | -- | -- | ---- | -- |
| Rays de Tampa Bay               | 96 | 66 | .593 | -  |
| Yankees de New York             | 95 | 67 | .586 | 1  |
| Red Sox de Boston               | 89 | 73 | .549 | 7  |
| Blue Jays de Toronto            | 85 | 77 | .525 | 11 |
| Orioles de Baltimore            | 66 | 96 | .407 | 30 |

### Résultats
| Légende              | Légende             | Légende       |
| victoire des Orioles | défaite des Orioles | match reporté |
| -------------------- | ------------------- | ------------- |

#### Avril
Le début de saison est catastrophique pour les Orioles qui enregistrent deux victoires contre quatorze défaites lors de leurs seize premières sorties. C'est la pire performance enregistrée en 2010 sur l'ensemble des ligues majeures. En ce qui a trait aux Orioles, il faut remonter à 1988 et la fameuse série record de treize défaites consécutives en ouverture de la saison pour trouver un équivalent.

#### Juin
Juan Samuel est nommé manager par intérim à la place de Dave Trembley le 4 juin. Les Orioles affichent alors 15 victoires pour 39 défaites.

#### Juillet
- Le 29 juillet, embauche de Buck Showalter pour remplacer Juan Samuel comme manager du club[9].
- Le 29 juillet, Miguel Tejada est échangé aux Padres de San Diego en retour du lanceur des ligues mineures Wynn Pelzer[10].
- Le 31 juillet, le lanceur gaucher Will Ohman passe aux Marlins de la Floride en retour du lanceur gaucher des ligues mineures Rick VanderHurk[11].

## Draft
Le joueur d'arrêt-court Manny Machado est le premier choix des Orioles lors de la Draft MLB 2010.

## Affiliations en ligues mineures
| Niveau         | Equipe              | Ligue                   | Manager                          | Vic. | Déf. | Classement                 |
| -------------- | ------------------- | ----------------------- | -------------------------------- | ---- | ---- | -------------------------- |
| AAA            | Norfolk Tides       | International League    | Gary Allenson et Bobby Dickerson | 67   | 77   | 4e de la Division sud      |
| AA             | Bowie Baysox        | Eastern League          | Brad Komminsk                    | 75   | 67   | 3e de la Division ouest    |
| Advanced A     | Frederick Keys      | Carolina League         | Orlando Gómez                    | 72   | 68   | Demi-finaliste             |
| A              | Delmarva Shorebirds | South Atlantic League   | Ryan Minor                       | 59   | 81   | 7e de la Division nord     |
| Short Season A | Aberdeen IronBirds  | New York-Penn League    | Gary Kendall                     | 34   | 40   | 3e de la Division McNamara |
| Rookie         | GCL Orioles         | Gulf Coast League       | Ramón Sambo                      | 25   | 34   | 4e de la Division sud      |
| Rookie         | DSL Orioles 1       | Dominican Summer League | Miguel Jabalera                  | 25   | 46   | 8e de la Division BC BC    |
| Rookie         | DSL Orioles 2       | Dominican Summer League | Elvis Morel                      | 28   | 42   | 7e de la Division BC sud   |